# Arisawa Hiromi
Arisawa Hiromi (japanisch 有澤 廣巳; geb. 16. Februar 1896 in der Präfektur Kōchi; gest. 7. März 1988 in Tōkyō) war ein japanischer Statistiker und Wirtschaftswissenschaftler.

## Leben und Werk
Arisawa Hiromi machte 1922 seinen Studienabschluss an der Universität Tōkyō. Er wurde anschließend Mitarbeiter und 1924 Assistenzprofessor an seiner Alma Mater. Von 1925 bis 1927 hielt er sich zur Weiterbildung im Fachgebiet Statistik in Deutschland auf. 1938 musste er im Zusammenhang mit dem „Volksfront-Zwischenfall“ die Universität verlassen.
Nach Ende des Pazifikkriegs konnte Arisawa an die Universität zurückkehren und wurde Professor. Er formulierte einen Plan zum Wiederaufbau der japanischen Wirtschaft, der als „Keisha seisan hōshiki“ (傾斜生産方式) – ein „System der Produktion auf Prioritätsbasis“ in die Geschichte eingegangen ist, und den er mit aller Kraft durchzusetzen versuchte. Die Universität verabschiedete ihn bei Erreichung des Ruhestandes als „Meiyo Kyōju“. Nach seinem Ausscheiden aus der Universität Tōkyō wurde er Präsident der Hōsei-Universität, die ihn ebenfalls als Meiyo Kyōju verabschiedete. Arisawa war von 1980 bis 1986 Präsident der Akademie der Wissenschaften und Mitglied der Atomenergie-Kommission. 
Neben anderen Veröffentlichungen publizierte er von 1984 bis 1985 „Lektionen zur japanischen Wirtschaft der Gegenwart“ (現代日本産業講座, Gendai Nihon sangyō kōza) in acht Bänden.
Arisawa war ein Pionier, was die Einführung dialektischer Methoden in Statistiken anbetrifft. Er wurde 1981 als Person mit besonderen kulturellen Verdiensten geehrt.